# شورین (همدان)
روستای شِوِرین در بخش مرکزی شهرستان همدان قرار دارد و تا مرکز شهر همدان 5/5 کیلومتر فاصله دارد، در این مکان بناهای تاریخی مثل مسجد و حموم قلعه و دیگر بنا ها وجود دارد که قدمت آنها از زمان قاجار به قبل است.       

## جمعیت
این روستا در دهستان سنگستان واقع شده‌است و طبق سرشماری ۱۳۹۵ خورشیدی ۴۴۷۳ تن جمعیت دارد.
[۲]